# Cladostreptus sanctus
Cladostreptus sanctus är en mångfotingart som först beskrevs av Filippo Silvestri 1897.  Cladostreptus sanctus ingår i släktet Cladostreptus och familjen Spirostreptidae. Inga underarter finns listade i Catalogue of Life.